# Walerij Sawin
Walerij Sawin, ros. Валерий Савин (ur. 21 czerwca 1951 na Sachalinie) – radziecki skoczek narciarski, reprezentant ZSRR na Zimowych Igrzyskach Olimpijskich 1984. Startował na arenie międzynarodowej w latach 1977–1984.

## Igrzyska Olimpijskie

### Starty naigrzyskach olimpijskich– szczegółowo
| Miejsce | Dzień     | Rok  | Miejscowość | Skocznia  | Punkt K | Konkurs  | Skok 1 | Skok 2 | Nota      | Strata   | Zwycięzca     |
| ------- | --------- | ---- | ----------- | --------- | ------- | -------- | ------ | ------ | --------- | -------- | ------------- |
| 31.     | 12 lutego | 1984 | Sarajewo    | Igman K90 | K-90    | indywid. | 81,6 m | 97,9 m | 179,5 pkt | 45,7 pkt | Jens Weißflog |

### Turniej Czterech Skoczni
| 26. Turniej Czterech Skoczni |                        |           |               |       |
| Oberstdorf                   | Garmisch-Partenkirchen | Innsbruck | Bischofshofen | klas. |
| 37                           | 19                     | 26        | 17            | 21    |
| 27. Turniej Czterech Skoczni |                        |           |               |       |
| Oberstdorf                   | Garmisch-Partenkirchen | Innsbruck | Bischofshofen | klas. |
| 25                           | 16                     | 33        | 49            | 35    |
| 28. Turniej Czterech Skoczni |                        |           |               |       |
| Oberstdorf                   | Garmisch-Partenkirchen | Innsbruck | Bischofshofen | klas. |
| 33                           | –                      | –         | –             | 102   |
| 32. Turniej Czterech Skoczni |                        |           |               |       |
| Oberstdorf                   | Garmisch-Partenkirchen | Innsbruck | Bischofshofen | klas. |
| 71                           | 47                     | 83        | 38            | 56    |